# Gaspare del Bufalo

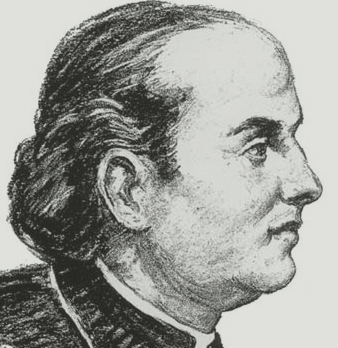
Gaspare del Bufalo

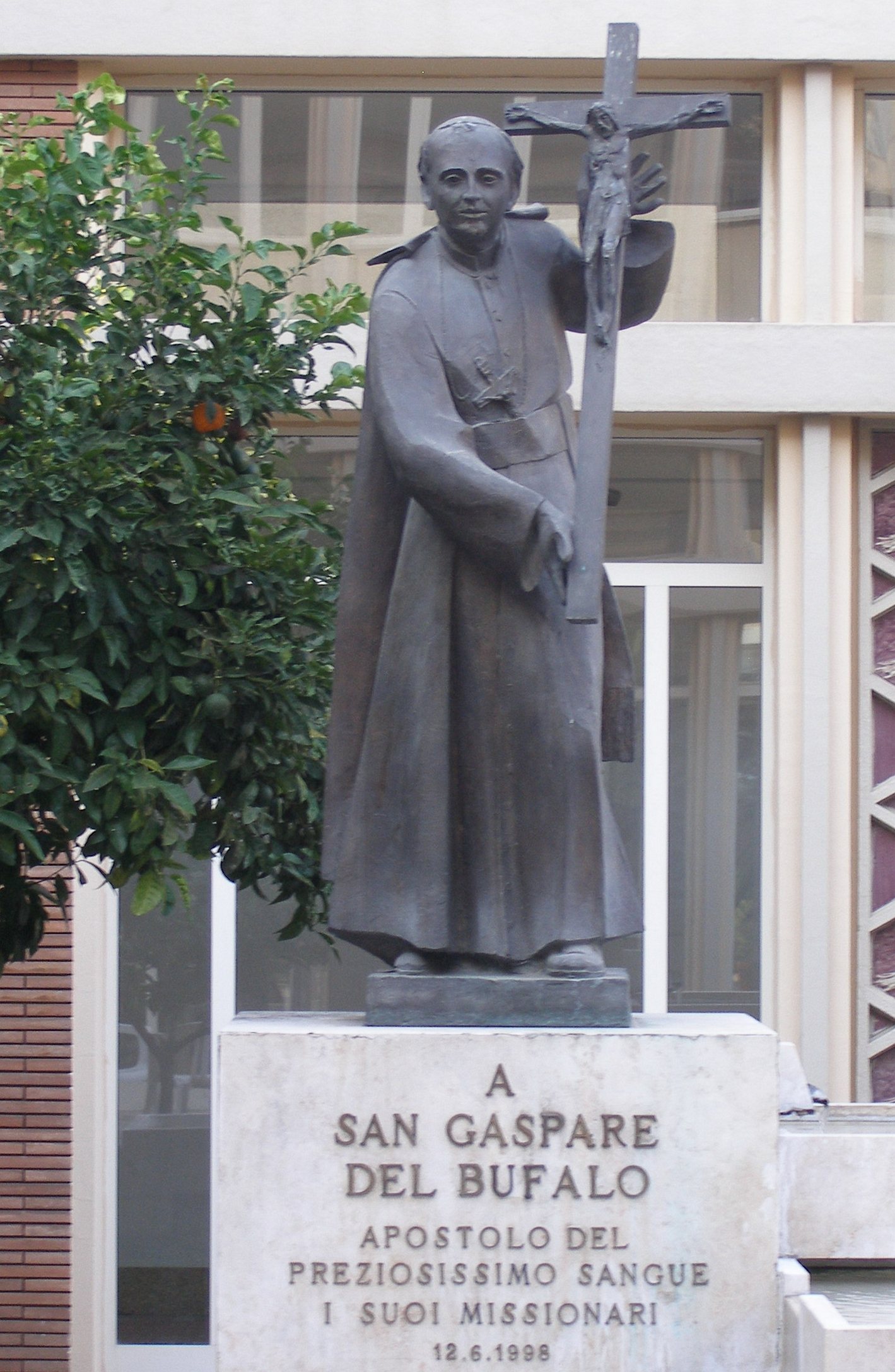
Statue des Hl. Gaspare del Bufalo, Collegio Preziosissimo Sangue, Rom

Gaspare del Bufalo (* 6. Januar 1786 in Rom; † 28. Dezember 1837 in Rom) ist Gründer der Kongregation der Missionare vom Kostbaren Blut (CPPS). Er wird in der katholischen Kirche als Heiliger verehrt.

## Lebensweg
1808 zum Priester geweiht, war Gaspare del Bufalo, obwohl Kanoniker, als Volksmissionar tätig. Wegen seines seelsorglichen und gesellschaftspolitischen Engagements wurde er teilweise angefeindet.
Zwischen 1809 und 1810, nachdem Napoleon Bonaparte Rom besetzt hatte, weigerte sich del Bufalo aus Treue zu Papst Pius VII. und der katholischen Kirche, dem Kaiser einen Treueeid zu schwören. („Ich darf nicht, ich kann nicht, ich will nicht“, war sein lakonischer Kommentar.) Er folgte dem Schicksal seines Papstes und wurde zunächst ins Exil nach Piacenza gezwungen und dann in Bologna, Imola und Lugo im Gefängnis gefangen gehalten. Erst nach vier Jahren konnte er nach Rom zurückkehren; dort arbeitete er wieder für die Glaubenserneuerung in Volk und Klerus des Kirchenstaates.
„Er versöhnte verfeindete Familien und setzte sich für die verwilderten Briganten ein. Das waren Familien, aber vor allem Männer, die vor Napoleons Militärdienst in die Berge flohen und dort von Überfällen, Plünderung und Erpressung lebten. Seinem Ringen mit Papst und Kurie in Rom verdankt eine ganze Stadt – das ‚Räubernest‘ Sonnino –, dass sie nicht niedergebrannt wurde.“
1815 gründete Gaspare del Bufalo die Ordensgemeinschaft der Missionare vom Kostbaren Blut als Volksmissionare und unterstützte 1834 die Gründung der Kongregation der Anbeterinnen des Blutes Christi durch Maria de Mattias.
Die von ihm geförderte Verehrung des „Kostbaren Blutes Christi“ richtet sich nicht auf Hostienwunder oder Blutreliquien, sondern auf die eucharistischen Gestalten. Das Fest des kostbaren Blutes, 1849 auf die Gesamtkirche ausgedehnt und am 1. Juli gefeiert, wurde als Doppelung von Fronleichnam im Zuge der Liturgiereform als gesamtkirchliches Fest abgeschafft. Im Orden blieb es bestehen.
Gaspare del Bufalo starb am 28. Dezember 1837 während einer Cholera-Epidemie in Rom und wurde in der Kirche Santa Maria in Trivio begraben. Am 18. Dezember 1905 wurde er seliggesprochen und am 12. Juni 1954 von Papst Pius XII. heiliggesprochen. Sein Beichtvater war Vincenzo Pallotti, gleichfalls Volksmissionar, der Gründer der Vereinigung des Katholischen Apostolates, der Pallottiner und der Pallottinerinnen.
Niederlassungen der von ihm gegründeten Kongregation gibt es in Europa, den USA, Mittel- und Südamerika (z. B. Brasilien mit dem bekannten Indio-Bischof Erwin Kräutler), Tansania und Indien. In Deutschland wurde das Gymnasium St. Kaspar nach ihm benannt.

## Werke
- Scritti spirituali di san Gaspare del Bufalo (1786-1837) fondatore dei Missionari del Preziosissimo Sangue. Hrsg. von Beniamino Conti. Rom 1995 ff.
- Epistolario di San Gaspare del Bufalo, fondatore dei Missionari del Preziosissimo Sangue. Hrsg. von Beniamino Conti, 10 Bde., Rom 1986–1993.